# Star Trek: Nemesis
Pour les articles homonymes, voir Star Trek (homonymie) et Némésis (homonymie).
Série Star Trek
Star Trek : Insurrection
(1998) Star Trek
(2009)
Pour plus de détails, voir Fiche technique et Distribution.
Star Trek: Nemesis est un film américain de science-fiction réalisé par Stuart Baird et sorti en 2002. Il constitue le 10e chapitre de la saga cinématographique Star Trek. Il s'agit du dernier film mettant en scène les personnages introduits dans la série Star Trek : La Nouvelle Génération, avant le reboot de la saga en 2009.

## Synopsis
En 2379, tous les membres du sénat impérial romulien, réunis dans leur rotonde, sont assassinés par un rayonnement qui les transforme en pierre.
En Alaska, Deanna Troi et William Riker se marient en présence du capitaine Jean-Luc Picard et de ses collègues officiers. Une fois la première partie des réjouissances terminée, l'Enterprise NCC-1701-E fait route vers Betazed, où doit se dérouler la suite des festivités. Mais durant ce voyage, le vaisseau détecte un signal positronique multiple émis sur la planète Kolarus III. Parvenu sur place, le capitaine Picard découvre les éléments d'un androïde de type Soong, qui s'avère un prototype antérieur à la création de Data et qui porte d'ailleurs le nom de Proto.
De retour à bord de son navire, le capitaine Picard reçoit un message prioritaire de Starfleet qui le contraint à se rendre sur Romulus pour négocier les termes d'un nouveau traité avec Shinzon, le nouveau prêteur romulano-rémien.
L'Enterprise change donc une nouvelle fois de cap pour gagner l'espace romulien, où un vaisseau ne tarde pas à se désocculter. Il s'agit du Cimeterre, nouveau fer de lance de la flotte impériale grâce auquel Shinzon a achevé d'asseoir son pouvoir sur les Romuliens.
Le capitaine Picard et ses principaux coéquipiers se téléportent à bord afin de répondre à l'invitation du vice-roi rémien (lui-même aux ordres de Shinzon), pour découvrir que le nouveau préteur est un humain. Il s'agit en fait du clone de Picard, que les Romuliens avaient initialement prévu de substituer au véritable capitaine de Starfleet afin de saper la Fédération de l'intérieur. Ce projet ayant été abandonné, Shinzon a été envoyé dans les mines de dilithium de Remus, où l'on s'attendait à ce qu'il périsse. Mais il y a survécu grâce à celui qui est devenu son vice-roi, et la créature a fini par prendre le pouvoir sur ses créateurs.
De retour sur l 'Enterprise, le capitaine tente en vain de comprendre comment il a été cloné, tandis que sur le Cimeterre Shinzon semble rongé par un mal pernicieux. Créé à partir d'une séquence d'ARN incomplète, sa survie dépend en effet des cellules qu'il entend prélever sur le seul donneur entièrement compatible : Jean-Luc Picard en personne. Il ordonne que Picard soit téléporté sur son vaisseau avant d'occulter celui-ci.
Grâce à un émetteur mis au point par Geordi La Forge, Data se substitue alors à Proto (qui constituait un appât mis en place par Shinzon afin d'attirer le capitaine Picard et de rassembler des données sur l'Enterprise) lorsque celui-ci est à son tour téléporté à bord du Cimeterre.
Data et Picard parviennent à s'échapper de justesse et à retourner sur l'Enterprise. Se rendant compte qu'ils ne sont pas de taille à affronter l'impressionnant vaisseau-amiral rémien, ils entreprennent de rassembler une flotte de bâtiments alliés de manière à arrêter Shinzon (lequel compte utiliser les mêmes radiations que celles grâce auxquelles il a tué les sénateurs romuliens pour annihiler toute vie sur Terre).
Mais Shinzon anticipe la réaction de son « modèle » : les communications sont coupées sur la passerelle de l'Enterprise et les Rémiens sont à deux doigts de remporter la victoire lorsque deux croiseurs romuliens sous les ordres du commandeur Donatra tentent de venir au secours de l'équipage de Starfleet. Le Cimeterre réussit cependant à s'en débarrasser.
La situation est désespérée, mais au dernier moment le capitaine Picard lance l'Enterprise contre le Cimeterre, ce qui neutralise le navire rémien.
En désespoir de cause, Shinzon décide d'utiliser l'arme avec laquelle il comptait anéantir la population terrienne sur le vaisseau Enterprise, mais Jean-Luc Picard et Data infiltrent le navire ennemi à temps pour l'en empêcher. Shinzon est tué dans l'affrontement et Data téléporte Picard à bord de l'Enterprise, avant de se sacrifier en détruisant le Cimeterre.
Dans une dernière scène, Picard tente d'expliquer à Proto qui était son « frère » Data avant d'accueillir son nouvel officier en second, Will Riker ayant pour sa part accepté le commandement de l'USS Titan, qui s'apprête à partir vers l'espace Romulien pour entamer des négociations.

## Fiche technique
- Titre original et français : Star Trek: Nemesis
- Réalisation : Stuart Baird
- Scénario : John Logan, d'après une histoire de Rick Berman, Brent Spiner et John Logan
- Costumes : Bob Ringwood
- Photographie : Jeffrey L. Kimball
- Montage : Herman Zimmermann
- Musique : Jerry Goldsmith
- Production : Rick Berman

Productrice déléguée : Marty Hornstein
Coproducteur : Peter Lauritson
- Société de production : Paramount Pictures
- Distribution : Paramount Pictures (États-Unis), United International Pictures (France)
- Pays d'origine :  États-Unis
- Format : Couleur - 35 mm - 2,35:1 (Widescreen) - Son Dolby
- Genre : science-fiction, action, aventures
- Durée : 116 minutes
- Budget : 60 000 000 USD[2]
- Dates de sortie :
  - États-Unis : 13 décembre 2002
  - France : 12 mars 2003

## Distribution
- Patrick Stewart (VF : Claude Giraud, VQ : Raymond Bouchard)  : le capitaine Jean-Luc Picard
- Jonathan Frakes (VF : Sylvain Lemarié, VQ : Denis Mercier) : le commandeur / capitaine William T. Riker
- Brent Spiner (VF : Yves Beneyton, VQ : Daniel Picard) : le lieutenant-Commandeur Data / Proto
- LeVar Burton (VF : Marc Bretonnière, VQ : Gilbert Lachance) : le lieutenant-Commandeur Geordi La Forge
- Michael Dorn (VF : Benoît Allemane, VQ : Victor Désy) : le lieutenant-Commandeur Worf
- Gates McFadden (VF : Anne Rochant, VQ : Claudine Chatel) : Dre Beverly Crusher
- Marina Sirtis (VF : Déborah Perret, VQ : Claudie Verdant)  : la conseillère Deanna Troi-Riker
- Tom Hardy (VF : Guillaume Orsat, VQ : Paul Sarrasin) : le préteur Shinzon
- Shannon Cochran : la sénatrice Tal'aura
- Dina Meyer (VF : Christine Guerdon) : la commandante Donatra
- Jude Ciccolella (VF : Alain Courivaud) : le commandant Suran
- Ron Perlman (VF : François Siener) : le vice-Roi Vkruk
- Alan Dale (VF : Jean-Luc Kayser) : le préteur Hiren
- Kate Mulgrew (VF : Anne Jolivet) : l'amirale Kathryn Janeway
- Wil Wheaton : Wesley Crusher
- Majel Barrett : l'ordinateur (voix)
- Whoopi Goldberg (VF : Maïk Darah) : Guinan
- Bryan Singer : l'officier de passerelle[3] (caméo)

## Production

### Genèse du projet
Brent Spiner, qui incarne Data dans la saga, rencontre un jour le scénariste John Logan, alors qu'il joue dans la comédie musicale 1776 à Broadway. Logan avoue alors à Spiner qu'il est un grand fan de la saga Star Trek. Spiner raconte à Logan que Rick Berman souhaite produire un nouveau film. Ils décident alors d’imaginer ensemble une histoire potentielle.
Le réalisateur Stuart Baird est ensuite engagé, malgré son ignorance de la saga. Il est alors aidé par le comédien Jonathan Frakes, qui incarne William T. Riker, et qui a lui-même réalisé Star Trek : Premier Contact et Star Trek : Insurrection.

### Choix des interprètes
Jude Law était pressenti pour tenir le rôle de Shinzon. C'est finalement Tom Hardy, dans l'un de ses premiers rôles, qui incarne le personnage dans le film. Il sera d'ailleurs nommé au Saturn Award du meilleur acteur dans un second rôle.

### Musique
Albums de Jerry Goldsmith
La Somme de toutes les peurs
(2002) Les Looney Tunes passent à l'action
(2003)
Bandes originales de Star Trek
Star Trek : Insurrection
(1998) Star Trek
(2009)
La musique de Star Trek: Nemesis est composée par Jerry Goldsmith, qui a déjà travaillé sur d'autres films de la saga comme Star Trek, le film, Star Trek 5 : L'Ultime Frontière, Star Trek : Premier Contact et Star Trek : Insurrection. Goldsmith avait déjà travaillé avec le réalisateur Stuart Baird sur ses deux films précédents Ultime Décision et U.S. Marshals.
La bande originale a été commercialisée le 26 septembre 2002 sur Varèse Sarabande.
Liste des titres
1. Remus (1:55)
2. The Box (2:20)
3. My Right Arm (1:02)
4. Odds and Ends (4:37)
5. Repairs (6:26)
6. The Knife (3:09)
7. Ideals (2:15)
8. The Mirror (5:21)
9. The Scorpion (2:21)
10. Lateral Run (3:54)
11. Engage (2:12)
12. Final Flight (3:47)
13. A New Friend (2:36)
14. A New Ending (6:08) (contient des éléments de Blues Skies d'Irving Berlin)

#### Édition Deluxe
En janvier 2014, Varèse Sarabande édite Star Trek Nemesis: The Deluxe Edition, limitée à 5 000 copies. Ce double album contient des titres inédits, des mixes et versions alternatives. La dernière piste "Director And Composer" est une extrait de la fin de l'enregistrement de Jerry Goldsmith avec son orchestre et le directeur Stuart Baird.
| 1.  | Remus                                           | 2:01 |
| 2.  | The Box                                         | 2:21 |
| 3.  | My Right Arm                                    | 1:04 |
| 4.  | Star Field / Positronic                         | 1:57 |
| 5.  | The Argo                                        | 1:17 |
| 6.  | Odds And Ends                                   | 4:39 |
| 7.  | Your Brother / Course Plotted                   | 2:07 |
| 8.  | Repairs                                         | 6:27 |
| 9.  | The Knife                                       | 3:10 |
| 10. | Perfect Timing / Allegiance                     | 2:21 |
| 11. | Secrets                                         | 1:28 |
| 12. | The Mine                                        | 1:30 |
| 13. | Ideals                                          | 2:16 |
| 14. | Options                                         | 0:55 |
| 15. | Bed Time / Transport                            | 1:38 |
| 16. | Blood Test                                      | 1:23 |
| 17. | The Mirror                                      | 5:23 |
| 18. | The Scorpion                                    | 2:24 |
| 19. | His Plans / Data & B-4                          | 2:39 |
| 20. | Battle Stations                                 | 2:40 |
| 21. | Attack Pattern                                  | 2:22 |
| 22. | The Invitation / True Nature / Let’s Go To Work | 4:38 |
| 23. | Lateral Run                                     | 3:55 |
| 24. | The Victory                                     | 0:20 |

| 1.  | Engage (voix par Brent Spiner)     | 2:14 |
| 2.  | Full Reverse                       | 1:41 |
| 3.  | Not Functional                     | 2:54 |
| 4.  | Final Flight                       | 3:49 |
| 5.  | Firing Sequence                    | 0:54 |
| 6.  | A New Friend                       | 2:38 |
| 7.  | That Song / An Honor               | 1:24 |
| 8.  | A New Ending                       | 8:30 |
| 9.  | Riker’s Strut #1 (Mike Lang)       | 1:07 |
| 10. | Riker’s Strut #2 (Mike Lang)       | 1:09 |
| 11. | Blue Skies                         | 3:17 |
| 12. | Blue Skies (instrumentale)         | 2:37 |
| 13. | Secrets (mix alternatif)           | 1:29 |
| 14. | The Mine (version alternative)     | 1:33 |
| 15. | Options (version alternative)      | 0:57 |
| 16. | Options (mix alternatif)           | 0:58 |
| 17. | Data & B-4 (version alternative))  | 1:39 |
| 18. | Battle Stations (mix alternatif)   | 2:44 |
| 19. | Attack Pattern (mix alternatif)    | 2:24 |
| 20. | True Nature (mix alternatif)       | 1:30 |
| 21. | A New Ending (version alternative) | 6:11 |
| 22. | Director And Composer              | 2:35 |

## Accueil

### Box-office
C'est le plus mauvais film de la saga au box-office.
| Pays / Région | Box-office         | Nbre de sem. | Classement TLT | Source          |
| France        | 55 538 entrées     | -            | -              | JP box-office   |
| États-Unis    | 43 254 409 dollars |              | -              | Box Office Mojo |
| Mondial       | 67 178 269 dollars |              | -              | JP box-office   |

## Distinctions

### Récompense
- Young Artist Awards 2003 : meilleur film familial fantastique[4]

### Nominations
- Saturn Awards 2003 : meilleur film de science-fiction, meilleurs costumes, meilleur maquillage, meilleur acteur dans un second rôle pour Tom Hardy

## Adaptation
Star Trek: Nemesis a été adapté en jeu vidéo sur téléphone mobile en 2003.